# Badeni Őrgrófság
A Badeni Őrgrófság (németül: Markgrafschaft Baden) a 12–18. század között fennállt történelmi állam a Német-római Birodalomban, a mai Nyugat-Baden-Württembergben.

## Történelme
1500 óta a Badeni Őrgrófság a Birodalom Sváb Körzetéhez tartozott.
|  |  |  |

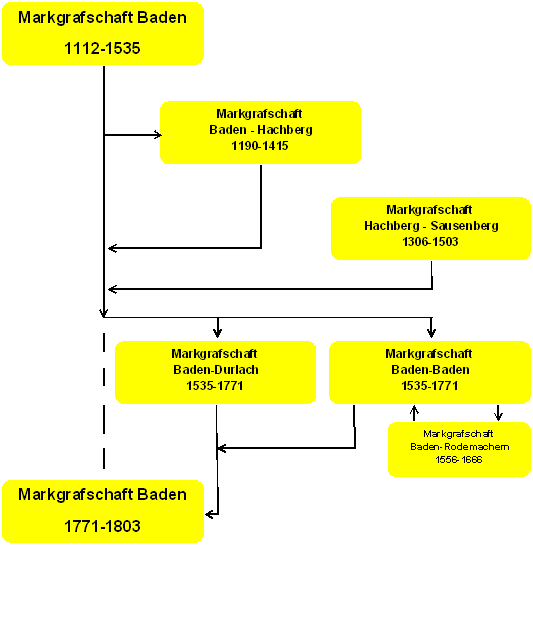
A badeni őrgrófságok

A Badeni Őrgrófság kétszer kapott magasabb rangot: 1803. február 25-én II. Ferenc német-római császár döntése értelmében választófejedelemség lett, majd I. Napóleon francia császár 1806.július 12-én Badeni Nagyhercegség rangra emelte.

## Fordítás
- Ez a szócikk részben vagy egészben  a   Markgrafschaft Baden című német Wikipédia-szócikk fordításán alapul.  Az eredeti cikk szerkesztőit annak laptörténete sorolja fel. Ez a jelzés csupán a megfogalmazás eredetét és a szerzői jogokat jelzi, nem szolgál a cikkben szereplő információk forrásmegjelöléseként.